# James K. Pollock
James Kerr Pollock (* 25. Mai 1898 in New Castle, Pennsylvania; † 7. Oktober 1968 in Ann Arbor, Michigan) war ein US-amerikanischer Politikwissenschaftler. Er amtierte 1949/50 als Präsident der American Political Science Association (APSA).

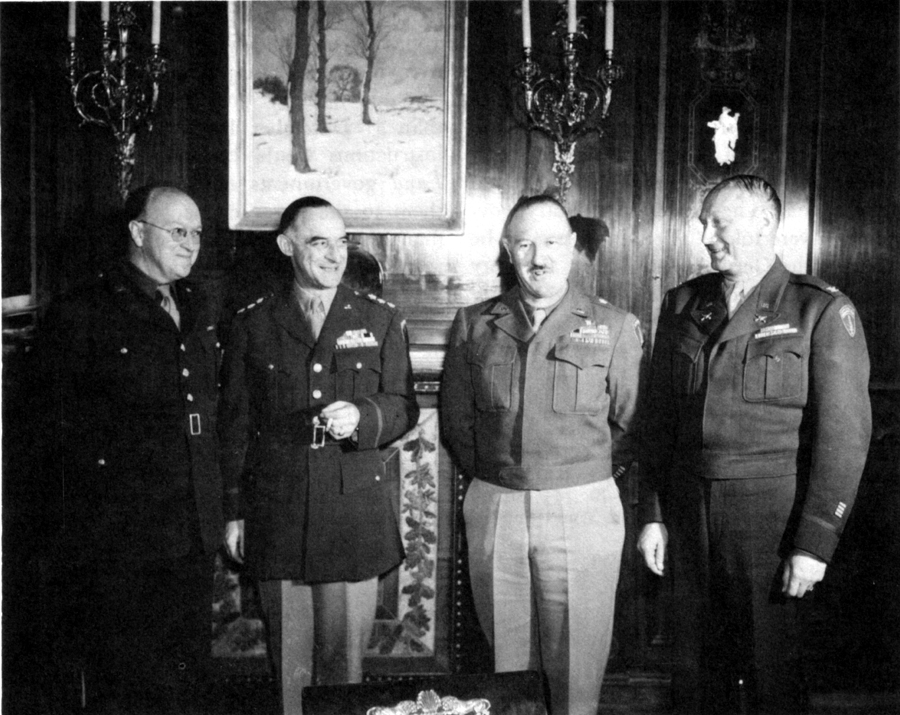
Pollock (links) bei einer Sitzung des Süddeutschen Länderrats

## Werdegang
Pollock studierte an der University of Michigan und in Harvard, wo er zum Dr. phil. promovierte. Von 1921 an lehrte er Geschichte und Politik am Geneva College, in den Jahren 1923 bis 1925 politische Wissenschaften an der Ohio State University. 1925 kehrte er als Dozent an die University of Michigan zurück und wurde dort 1927 zum außerordentlichen Professor ernannt. Von 1934 bis zu seinem Tod hatte er dort einen Lehrstuhl für Staatsrecht inne. Pollock erhielt mehrere Ehrendoktorhüte. Er war Mitglied der Republikaner.
Im Jahr 1935 wurde er zum Wahlkommissar für die USA bei der Volksabstimmung im Saargebiet benannt. Nach Ende des Zweiten Weltkriegs war er in der amerikanischen Besatzungszone Deutschland ein direkter Mitarbeiter des Militärgouverneurs General Lucius D. Clay und in dieser Funktion Gründer des süddeutschen Länderrats in Stuttgart. 1950 kehrte er nochmals in die Bundesrepublik zurück und war Berater des Hohen Kommissars John Jay McCloy.

## Ehrungen
- 1956: Großes Verdienstkreuz der Bundesrepublik Deutschland
- 1960: Großes Verdienstkreuz mit Stern der Bundesrepublik Deutschland

## Schriften (Auswahl)
- Was soll mit Deutschland geschehen?. 1947
- (Hrsg.): Change and Crisis in European Government. New York, NY : Rinehart & Comp. 1947
- Source Book in European Government. 1950
- British Election Studies. 1951
- (Mhrsg.): Germany in Power and Eclipse.  New York : Macmillan, 1952
- (Hrsg.): German Democracy at Work. Ann Arbor : University of Michigan Press, 1955
- Making Michigan's New Constitution. 1963
- Source Materials on the Government and Politics of Germany. 1964
- Ingrid Krüger-Bulcke (Hrsg.): Besatzung und Staatsaufbau nach 1945 : occupation diary and private correspondence 1945-1948. München : Oldenbourg, 1994